# Eugen Schüfftan
Eugen Julius Schüfftan (in Frankreich Eugène Schuftan, in den USA Eugen Shuftan; * 21. Juli 1886 in Breslau; † 6. September 1977 in New York) war ein deutscher Kameramann und Erfinder. Zusammen mit Ernst Kunstmann entwickelte er das Schüfftan-Verfahren, ein hauptsächlich im Film der 1920er Jahre genutztes Spiegeltrickverfahren, das insbesondere für die Darstellung scheinbar monströser Kulissen in Fritz Langs Film Metropolis (1927) genutzt wurde. Schüfftan war verantwortlicher Kameramann in dem stilbildenden Dokumentarfilm Menschen am Sonntag (1929) und in wichtigen Filmen des französischen Poetischen Realismus der 1930er Jahre, etwa Hafen im Nebel (1938).

## Leben
Schüfftan begann seine Karriere in Berlin als Maler impressionistischer Bilder, wandte sich dann dem Expressionismus zu und arbeitete danach als Architekt und Dekorationsmaler.
Zum Film kam der Künstler über Umwege. Seine Faszination für die Kamera und Kameratechniken führte ihn 1923 zum später nach ihm benannten Spiegeltrickverfahren, das 1924 mit Fritz Langs Filmepos Die Nibelungen berühmt wurde und in dessen Metropolis (1927) erstmals in großem Stil zur Anwendung kam: Die Anordnung eines oder mehrerer teildurchlässiger Spiegel erlaubte, Miniaturmodelle hinter Schauspielern als riesige Bauten darzustellen. Eugen Schüfftan wurde zunächst technischer Leiter bei der „Deutsche Spiegeltechnik GmbH & Co.“, übergab seinen Posten jedoch nach wenigen Jahren an den Filmarchitekten Fritz Maurischat, um sich wieder der Arbeit als Kameramann zu widmen.
1930 war Schüfftan unter der Regie von Robert Siodmak und Billy Wilder verantwortlicher Kameramann in dem Dokumentarfilm Menschen am Sonntag. In Folge der Machtübernahme der Nationalsozialisten war seine Arbeit bald massiv eingeschränkt. Schüfftan emigrierte nach Frankreich, wo er unter anderem mit Marcel Carné (Ein sonderbarer Fall, Hafen im Nebel) drehte. Nach der Besetzung Frankreichs emigrierte er in die USA, wo er seine Arbeit fortsetzen konnte.
Im Film Hitler’s Madman 1942/1943 wollte Regisseur Sierck/Sirk ihn unbedingt als Kameramann. Schüfftan bekam jedoch keine Arbeitserlaubnis für die USA, da die dortige Kameraleutevereinigung A.S.C. ihm die Mitgliedschaft verweigerte. Daher musste ein amerikanischer No-Name-B-Fotograf namens Jack Greenhalgh namentlich herhalten, während Schüfftan de facto den Film alleinverantwortlich fotografierte. Speziell in technischen Berufen waren die amerikanischen Gewerkschaften darauf bedacht, die Interessen ihrer Mitglieder zu schützen, weshalb emigrierte Kameraleute wie Schüfftan oder Curt Courant kaum offiziell bei Filmproduktionen beschäftigt werden durften.
1962 erhielt er einen Oscar als bester Kameramann für den Film Haie der Großstadt. Seine Tricktechniken kamen später unter anderem in den Filmen Die Fahrten des Odysseus  und in Kapitän Sindbad zum Einsatz.
Eugen Schüfftan starb am 6. September 1977 im Alter von 91 Jahren in New York.

## Auszeichnungen
- 1951: Prix du Tourisme Français für L’Hotel-Dieu de Beaune
- 1962: Oscar in der Kategorie Beste Kamera in einem Schwarzweißfilm für Haie der Großstadt
- 1962: Laurel Awards: Golden Laurel in der Kategorie Beste Kamera in einem Schwarzweißfilm für Haie der Großstadt
- 1964: Filmband in Gold für Langjähriges und hervorragendes Wirken im deutschen Film
- 1975: Billy Bitzer Award: Auszeichnung für das Lebenswerk

## Filmografie (Auswahl)
- 1922/24: Die Nibelungen (2 Teile)
- 1925: Eifersucht
- 1926: Manon Lescaut
- 1927: Metropolis
- 1927: Napoleon
- 1929: Ins Blaue hinein
- 1929: Menschen am Sonntag
- 1930: Abschied
- 1930: Das gestohlene Gesicht
- 1931: Das Ekel (auch Co-Regie)
- 1931: Meine Frau, die Hochstaplerin
- 1931: Gassenhauer
- 1931: Dann schon lieber Lebertran
- 1932: Zigeuner der Nacht
- 1932: Die Wasserteufel von Hieflau
- 1932: Die Herrin von Atlantis
- 1933: Der Läufer von Marathon
- 1933: Unsichtbare Gegner
- 1933: Du haut en bas
- 1935: The Invader
- 1936: Räubersymphonie (The Robber Symphonie)
- 1937: Ein sonderbarer Fall (Drôle de drame)
- 1937: Yoshiwara
- 1938: Hafen im Nebel (Le quai des brumes)
- 1938: Le drame de Shanghaï
- 1939: Ohne ein Morgen (Sans lendemain)
- 1939: L’Émigrante
- 1939: Les Musiciens du ciel
- 1943: Hitler’s Madman (ungenannt)
- 1944: Sommerstürme (Summer Storm) (ungenannt)
- 1944: Es geschah morgen (It Happened Tomorrow)
- 1946: Die Gräfin von Monte Christo (The Wife of Monte Cristo)
- 1946: Ein eleganter Gauner (A Scandal in Paris)
- 1948: Women in the Night
- 1952: Das Bankett der Schmuggler (Le Banquet des fraudeurs)
- 1952: Die ehrbare Dirne (La P… respectueuse)
- 1953: Zwiespalt des Herzens (Die Venus vom Tivoli)
- 1954: Begegnung in Rom
- 1955: Die Fahrten des Odysseus (Ulisse)
- 1959: Mit dem Kopf gegen die Wände (La Tête contre les murs)
- 1960: Augen ohne Gesicht (Les Yeux sans visage)
- 1961: Haie der Großstadt (The Hustler)
- 1961: Wilde Knospen (Something Wild)
- 1963: Kapitän Sindbad (Captain Sindbad)
- 1964: Angst in der Stadt (La Cité de l’indicible peur)
- 1964: Lilith
- 1965: Drei Zimmer in Manhattan (Trois chambres à Manhattan)
- 1966: Angeklagt nach § 218 (Der Arzt stellt fest…)
- 1966: Chappaqua